# Sylvia Martínez Elizondo
Sylvia Leticia Martínez Elizondo (Chihuahua, 20 de noviembre de 1947-Monterrey, Nuevo León, 9 de julio de 2020) fue una política mexicana, miembro del Partido Acción Nacional y senadora por el estado de Chihuahua de 2016 a 2018 en suplencia de Javier Corral Jurado.

## Biografía
Estudió Secretariado Bilingüe en el Colegio Mexicano, A. C., de Monterrey, Nuevo León. Inició su actividad política como miembro del PAN durante la campaña electoral y posteriores protestas contra los resultados de las elecciones de 1986 en Chihuahua; de 1988 a 1991 fue titular de Promoción Política de la Mujer del Comité Estatal del PAN y miembro de dicho comité.
En 1992, en la administración del gobernador Francisco Barrio Terrazas, fue nombrada coordinadora del Voluntariado Estatal del DIF, y de 1993 a 1995 fue directora del mismo (Sistema para el Desarrollo Integral de la Familia).
De 1998 a 2001 volvió a ocupar la cartera de Promoción Política de la Mujer del Comité Estatal del PAN. De 2003 a 2006 fue consejera y vocal propietaria del Instituto Nacional de las Mujeres.
En 2012 fue elegida senadora suplente de Javier Corral Jurado por el principio de primera minoría. El 9 de febrero de 2016 Corral solicitó licencia a la senaduría para ser candidato a gobernador de Chihuahua, y el 23 de febrero Sylvia Martínez asumió el cargo en su sustitución, durando en este encargo hasta el final de la Legislatura el 31 de agosto de 2018.
Falleció en la ciudad de Monterrey, Nuevo León el 9 de julio de 2020, a los 72 años de edad.